# 北陸電気工業
北陸電気工業株式会社（ほくりくでんきこうぎょう、HOKURIKU ELECTRIC INDUSTRY CO., LTD.）は、富山県富山市に本社を置くセンサ、モジュール、抵抗器、圧電部品、回路基板などの電子部品を製造、販売している企業である。電子情報技術産業協会（JEITA）会員企業。

## 沿革
- 1943年1月 - 北陸電気科学工業株式会社創業。
- 1944年4月 - 現社名に変更。
- 1962年7月 - 東京証券取引所2部上場。
- 1986年9月 - 東京証券取引所1部上場。
- 2023年10月 - 東京証券取引所スタンダード市場へ市場変更。

## 関連会社
国内関連会社
- 朝日電子株式会社
- 野村エンジニアリング株式会社
- 呉羽セラミック株式会社
- ダイワ電機精工株式会社
- 北陸興産株式会社
- 北陸精機株式会社
- 北陸アイシー株式会社

海外関連会社
- HDK (Thailand) Co., Ltd.
- Hokuriku International (Thailand) Co., Ltd.
- Hokuden (Malaysia) Sdn.Bhd.
- Hokuriku (Singapore) Pte., Ltd.
- HDK China Ltd.
- Hokuriku (Shanghai) International Trading Co., Ltd.
- Shanghai HDK Micro Devices Co.,Ltd.
- Hokuriku Electric（Guang Dong) Co., Ltd.
- Tianjin Hokuriku Electric Industry Co., Ltd.
- HDK America Inc.